# Aleksandra Kol·lontai
Aleksandra Mikhàilovna Kol·lontai (ucraïnès: Олександра Михайлівна Коллонтай; rus: Алекса́ндра Миха́йловна Коллонта́й), nascuda Aleksandra Mikhàilovna Domontóvitx (ucraïnès: Олександра Михайлівна Домонтович; rus: Алекса́ндра Миха́йловна Домонто́вич) (Sant Petersburg, 31 de març del 1872 (19 de març del calendari julià) - Moscou, 9 de març de 1952) fou una revolucionària, feminista socialista, filla d'aristòcrates, que va tenir un paper important durant la Revolució Russa, amb posicions destacades en el partit bolxevic i en el govern soviètic dels primers anys, sent la primera dona ministra d'Europa. Va tenir un paper decisiu en l'experiment d'emancipació de les dones en l'estat soviètic, un dels esforços més destacables de l'alliberament femení fins al moment.
Com a primera Comissària de Benestar Social, va impulsar algunes reformes feministes com el finançament complet de l'atenció a la maternitat des de la concepció fins al primer any de vida. També va influir en altres comissariats per establir lleis que igualessin les dones i homes, per exemple, en una reforma del matrimoni. Insatisfeta amb unes polítiques que considerava insuficients, va crear el departament de dones Genotdel, juntament amb Inessa Armand, dintre del Partit Comunista. Des d'aquesta organització va informar les dones sobre els seus drets, protestar contra homes treballadors abusius, i promoure la implicació de les dones en l'activitat política, també en llocs de lideratge al govern i partit.
Kol·lotai va advocar per la cria comunal dels infants, la fi de l'estructura familiar existent, l'amor lliure, i la inclusió de les dones a tots els nivells de presa de decisió. Va impulsar guarderies, hospitals de maternitat i restaurants per alliberar les dones de la doble càrrega de treball laboral i domèstic. També advocava per relacions heterosexuals basades en l'atracció i el compromís mutu a crear una nova societat.
Les seves idees van aixecar sospites de molts homes i el partit la va criticar per posicionar-se a favor de fàbriques dirigides per treballadors i una plena llibertat d'opinió. Kol·lotai va esdevenir una figura central en l'Oposició Obrera i la reivindicació d'una democratització del partit i el govern. A causa d'això, el 1922 va deixar la direcció del Genotdel i el partit la va col·locar com a diplomàtica, la qual cosa l'obligava a allunyar-se del país. La premsa soviètica va condemnar les seves idees de trivials i feministes (en sentit pejoratiu).

## Biografia
Aleksandra Mikhàilovna Domontóvitx va néixer el 31 de març [O.S. 19 de març] de 1872 a Sant Petersburg, en una família russa aristòcrata, amb servents i les comoditats de la classe alta russa. La seva mare, Aleksandra Masalina, era filla d'un mercader finès i una noble russa. Posseïa una finca a Finlàndia. El seu pare, d'orígens ucraïnesos, era el general Mikhaïl Alekséievitx Domontóvitx (1830-1902).
Mikhail Domontovich provenia d'una família cosaca ucraïnesa que remunta la seva ascendència a la genealogia del drac del segle xiii.
 Va ser oficial de cavalleria a la guerra entre Rússia i Turquia de 1877-1878 (de vegades coneguda com la Guerra d'Independència de Bulgària). Després de la seva participació a la guerra, va ser nomenat Governador Provisional de la ciutat búlgara de Tarnovo, i posteriorment el cònsol militar
 a Sofia. Al maig de 1879 va ser cridat de tornada a Sant Petersburg. Va introduir visions polítiques liberals, afavorint una monarquia constitucional com la de la Gran Bretanya. A la dècada de 1880 va escriure un estudi sobre la Guerra Russo-Turca de 1877-1878. Aquest estudi va ser confiscat pels censors tsaristes, presumiblement per mostrar un zel nacionalista rus insuficient.
La mare d'Aleksandra, Aleksandra Aleksàndrovna Massàlina (1848-1899), era la filla d'Aleksandr Fiódorovitx Massalin (1809-1859), un camperol finlandès que havia fet fortuna venent fusta. Massàlina es va fer coneguda com a Massàlina-Mràvinskaia després del seu matrimoni amb el seu primer marit, Konstantín Ióssipovitx Mràvinski (escrit originalment Mróvinski) (1829-1921). El seu matrimoni amb Mràvinski va ser un matrimoni concertat que va resultar infeliç, i finalment es va divorciar de Mràvinski per casar-se amb Mikhaïl Domontóvitx, de qui s'havia enamorat.
La cantant d'òpera russa Ievguénia Mràvina (nom artístic) era la mitja germana de Kol·lontai per part de mare. El director de música de l'Orquestra Filharmònica de Leningrad (1938-1988), Ievgueni Mravinski, va ser l'únic fill del germà de Mràvina, Aleksandr Konstantínovitx i, per tant, el nebot de Kol·lontai.
La saga de la llarga i difícil lluita dels seus pares per estar junts malgrat les normes de la societat, acolorirà i conformarà les pròpies opinions de l'Aleksandra Kol·lontai sobre les relacions, el sexe i el matrimoni.

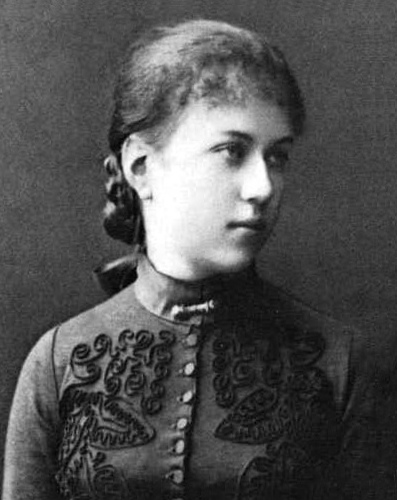
Retrat de 1888

L'Aleksandra va rebre una educació liberal des de casa, primer per part dels seus pares fins a la seva adolescència, i després per part de professors quan els seus pares van rebutjar que anés a la universitat. Va compartir l'interès del seu pare per la història i va dominar una gran varietat d'idiomes: parlava francès amb la seva mare i germanes, anglès amb la seva mainadera, finès amb els camperols en un establiment familiar heretat del seu avi matern a Kuusa (a Muolaa, Gran Ducat de Finlàndia) i va estudiar alemany.
L'Aleksandra va intentar continuar la seva formació en una universitat, però la seva mare s'hi va negar argumentant que les dones no tenien cap necessitat real d'educació superior, i que els joves impressionables trobaven massa idees radicals i perilloses a les universitats. En lloc d'això, a l'Aleksandra se li va permetre de fer un examen per obtenir la certificació com a professora d'escola abans de sortir en societat per trobar un marit, com era el costum.
Als setze anys va evitar un matrimoni concertat. El 1890 o 1891, Aleksandra, amb una edat de 19 anys, va conèixer el seu cosí i futur marit, Vladímir Liúdvigovitx Kol·lontai (9 de juliol de 1867 - juliol / agost de 1917), un estudiant d'enginyeria de mitjans modests inscrits en un institut militar. La mare de l'Aleksandra es va oposar amargament a la possible unió, ja que el jove era pobre. La seva filla respongué que treballaria com a professora per fer-ho realitat. La seva mare se'n va burlar dient:
| « | Tu, treballar? Tu, que ni tan sols t'has fet mai el llit perquè quedi net i ordenat! Tu, que mai no has agafat una agulla! Tu, que vas per casa com una princesa i mai no ajudes la gent del servei amb la seva feina. Tu, que ets com el teu pare, passant per aquí somiant i deixant els teus llibres a cada cadira i taula de la casa! | » |

Els seus pares van prohibir la relació i van enviar l'Aleksandra de gira per l'Europa occidental amb l'esperança que oblidaria a Vladímir, però la parella es va mantenir compromesa malgrat tot i es casaren el 1893. L'Aleksandra es va quedar embarassada poc després del matrimoni i va tenir un fill, Mikhaïl, el 1894. Va dedicar el seu temps a la lectura de literatura radical populista i marxista i escriptura de ficció. Amb la unió matrimonial, va passar a portar el nom del seu marit, Kol·lontai, la resta de la seva vida.
Aleksandra i Vladímir van viure junts durant tres anys, però Aleksandra sentia que la relació la limitava i se sentia cada vegada més pròxima al moviment revolucionari obrer rus. En conseqüència, va viatjar el 1898 a Zúric on va estudiar el marxisme i unir-se al moviment socialdemòcrata. El seu marit i fill es van quedar a Rússia. Al cap d'un any, Aleksandra va tornar a Rússia i va incorporar-se al Partit Obrer Socialdemòcrata Rus. Durant una dècada va analitzar l'economia finlandesa des d'una perspectiva marxista i es va involucrar en organitzacions polítiques il·legals. Va participar en les activitats revolucionàries de 1905 i va marxar a l'exili a finals del 1908 per evitar ser arrestada com a menxevic. Fins al 1917, va viure a l'Europa Occidental, donant conferències i escrivint principalment sobre la qüestió de les dones. Va ser en aquest període quan va escriure l'obra més significativa sobre la relació entre la sexualitat de les dones i la seva opressió. El 1915 es va unir als bolxevics principalment en oposició a una guerra.

## Aportacions al feminisme marxista
Com a revolucionària marxista, Kol·lontai va oposar-se al feminisme, que va qualificar de burgès. Tanmateix, gran part de la seva reflexió i activitat política van centrar-se en l'emancipació de les dones dins el moviment obrer. Rebutjava els plantejaments feministes liberals, perquè acceptaven el sistema capitalista i distanciaven les dones de la lluita obrera. Per Kol·lontai, així com per la seva referent Clara Zetkin, la societat necessita ser reestructurada completament per acabar amb les injustícies socials. Aquesta posició respecte l'alliberament de les dones s'ha teoritzat posteriorment com a feminisme socialista/marxista.
Kol·lontai va oposar-se als primers grups feministes políticament actius de 1905, ja que creia que responien als interessos de la classe burgesa, que intentava seduir les dones treballadores. Assistia a les seves reunions i discutia els seus arguments. Així mateix, va intentar organitzar activitats per les dones en el sector socialdemòcrata, però no va aconseguir-ne suport. Li deien que les dones treballadores podien participar amb igualtat en les organitzacions, que era ser suficient, encara que aquestes no poguessin en realitat implicar-se de la mateixa manera que els homes per la càrrega de treball superior i els desincentius patriarcals.
Per redreçar la qüestió de les dones en el moviment obrer, Kol·lontai va assistir a un congrés del Partit Socialdemòcrata d'Alemanya el setembre de 1906, on va trobar referents i coneixements per impulsar una oficina de dones al partit rus. Tanmateix, els seus esforços van ser boicotejats i no va poder establir-lo. Així, per exemple, en la primera reunió del grup de dones va trobar-se la sala de reunió tancada, amb el missatge "la reunió només per a dones ha estat cancel·lada. Demà una reunió només per a homes".
Durant la primavera de 1907, va organitzar conferències i grups de discussió, fins que la policia les va prohibir quan van donar suport a una vaga. A la tardor, va crear la Societat d'Ajuda Mútua de la Dona Treballadora, que s'inspirava amb els clubs feministes i oferia conferències, espais de lectura, bufets i viatges d'estiu. La Societat va reunir tres-cents membres, dels quals dues terceres parts eren dones de classe treballadora. No va comptar amb el suport dels partits locals bolxevics i menxevics. La socialdemòcrata Vera Zassúlitx va desvaloritzar el seu treball i va acusar-la de desviar la força del partit. També dintre del club hi va haver tensions entre treballadores i burgeses, que portaren alguns membres a demanar excloure qui no fos de la classe treballadora. Tot plegat va portar Kol·lontai a cancel·lar el projecte.
Les feministes burgeses estaven tenint èxit en les iniciatives dirigies a les dones treballadores, mentre que els seus esforços per articular un feminisme des del moviment obrer no aconseguien perdurar. Kol·lontai va alleugerir la seva frustració amb la vitalitat de les dones del partit socialdemòcrata alemany. Va viatjar al Congrés de la Segona Internacional de Stuttgart a la tardor de 1907. Allà, va declarar contra les feministes russes en el seu primer discurs en una Internacional i va celebrar la implicació del congrés amb les dones. Es va aprovar una resolució impulsada per Clara Zetkin a favor del dret de vot i es va establir el diari Die Gleichheit com a Secretaria de les Dones.
Tot i el suport de la Segona Internacional, Kol·lontai va tornar a trobar-se amb la negativa del partit rus a acceptar les seves propostes. Argumentaven que les dones s'alliberarien amb la revolució, que la seva plataforma havia analitzat en profunditat l'opressió de les dones i que ja ho incloïen en el programa. En definitiva, no estaven disposats a impulsar iniciatives que reconeguessin l'existència d'una discriminació de gènere, addicional a la de classe. Van criticar els plantejaments de Kol·lontai de debilitar el moviment, fins i tot, van arribar a qualificar-los d'antimarxistes. Per la seva banda, Kol·lontai va contraargumentar que si les càrregues de les dones no s'atenien, aquestes rarament s'uniren a la revolució.
Quan les feministes liberals van convocar el Congrés de la Dona el 1908, que reuniria grups de dones d'arreu de Rússia, Kol·lontai va replicar-les amb la publicació de Les bases socials de la qüestió de les dones. El seu primer llibre amb una anàlisi socialista respecte de les dones. Els quatre temes que abordava eren la lluita per la independència econòmica de les dones, el matrimoni i el problema de la família, la protecció de les dones embarassades i en el part, i la lluita de les dones pels drets polítics.
Encara que el llibre no va publicar-se fins al 1909, Kol·lontai va preparar una delegació socialdemòcrata per al Congrés de la Dona. Novament, va trobar-se amb la negativa dels partits socialdemòcrates. Tant menxevics com bolxevics van acusar-la de donar suport a la burgesia. Llavors, va optar per crear aliances amb treballadores tèxtils i l'Oficina Sindical, amb dones amb qui havia treballat anteriorment (Antonova, Solov’eva, Klavdiia Nikolaeva). Van organitzar-se de manera clandestina, encara més quan Kol·lontai va saber que la policia volia detenir-la.
Va ser campiona de l'alliberament de les dones, però va creure fermament que "només podria tenir lloc com a resultat de la victòria d'un nou ordre social i d'un sistema econòmic diferent", i ha estat considerada com una figura clau en el feminisme marxista. Va criticar les feministes burgeses per prioritzar els objectius polítics, com ara el sufragi femení, que proporcionaria la igualtat política per a les dones burgeses, però que faria poc per abordar les condicions immediates de les dones obreres i va desconfiar encara més que els campions burgesos del feminisme continuessin donant suport als seus homòlegs de la classe treballadora després d'haver aconseguit la seva lluita pels drets de les "dones generals", tal com es mostra en la següent cita:
| «                                                                           | L'instint de classe -diguin el que diguin les feministes- sempre es mostra més poderós que els nobles entusiasmes de la política "per sobre de les classes socials". Mentre les dones burgeses i les seves "germanes més proletàries" siguin iguals en la seva desigualtat, la primera pot, amb total sinceritat, fer un gran esforç per defensar els interessos generals de les dones. Però una vegada que la barrera es redueix i les dones burgeses han rebut accés a l'activitat política, els recents defensors dels "drets de totes les dones" es converteixen en entusiastes defensors dels privilegis de la seva classe, el qual deixa les germanes menors sense cap tipus de drets. Per tant, quan les feministes parlen amb dones treballadores sobre la necessitat d'una lluita comuna per conquerir un principi referit a "les dones en general", les dones de la classe treballadora són naturalment desconfiades. | » |
| — Aleksandra Kol·lontai (1909), Les bases socials de la qüestió de la dona. | |   |

Kol·lontai és coneguda per la seva defensa de l'amor lliure. Tanmateix, això no vol dir que defensés trobades sexuals casuals: sostenia que a causa de la desigualtat entre homes i don es que persistia en el socialisme, aquestes trobades conduirien les dones a ser explotades i autoritzades només a criar els nens; ans al contrari, creia que no es podia aconseguir un veritable socialisme sense un canvi radical d'actituds davant la sexualitat, de manera que la societat es pogués alliberar de les normes opressives que considerava com una continuació de les idees burgeses sobre la propietat. Un mite comú li atribueix la teoria de la sexualitat del "got d'aigua". La frase "... la satisfacció dels desitjos sexuals hauria de ser tan simple com aconseguir un got d'aigua" sovint se li atribueix erròniament. Probablement es tracta d'una distorsió d'un passatge de la seva història curta "Tres generacions" quan un jove membre de Komsomol afirma que "el sexe no té sentit, com no en té beure un got de vodka (o aigua, depenent de la traducció) per apaivagar la set". En el número 18 de les seves tesis sobre moralitat comunista en l'àmbit de les relacions maritals, Kol·lontai va argumentar que "... la sexualitat és un instint humà tan natural com la fam o la set".
Les opinions de Kol·lontai sobre el paper del matrimoni i la família en el marc del comunisme podrien ser més influents en la societat d'avui que la seva defensa de l'"amor lliure". L'Aleksandra creia que, com l'Estat, la unitat familiar s'apoderaria una vegada que la segona etapa del comunisme es fes realitat. Sota el comunisme, tant homes com dones treballarien i tindrien el suport de la societat, no de les seves famílies. De la mateixa manera, els seus fills dependrien de l'estat i serien criats bàsicament per la societat.
Kol·lontai va comminar homes i dones a deixar la seva nostàlgia per la vida familiar tradicional. "La mare treballadora ha d'aprendre a no diferenciar entre els meus i els teus, ha de recordar que només hi ha els nostres fills, els fills dels treballadors comunistes de Rússia". No obstant això, també va elogiar l'apadrinament maternal: "la societat comunista assumirà totes les funcions que impliquen l'educació del nen, però les alegries de la paternitat no seran apartades d'aquells que són capaços d'apreciar-les".

## Activitat política
Inicialment va militar a la facció menxevic, moderada i minoritària, i des del 1915 a la bolxevic, radical i majoritària. El 1908 es va haver d'exiliar per haver encoratjat els finlandesos a independitzar-se de l'Imperi Rus. Després es va oposar fermament a la participació dels socialistes a la Primera Guerra Mundial. Amb el triomf de la Revolució d'Octubre de 1917, fou designada comissària del poble per a Afers Socials, el càrrec polític més alt ocupat fins aleshores per una dona a la Unió Soviètica (de fet, això la converteix en la primera dona ministra de tot Europa). El 1919 creà, juntament amb Inessa Armand, el Jenotdel, institució dedicada a defensar els drets de les dones. El 1920 va liderar, amb el sindicalista Aleksandr Xliàpnikov, el primer moviment d'oposició dins del règim soviètic, que seria dissolt el 1921. No la van expulsar del partit, però sí que la van enviar tan lluny com van poder: el 1922, Kol·lontai va ser una de les primeres dones a ocupar càrrecs diplomàtics, concretament a Noruega, on el 1924 fou nomenada chargée d'affaires i ministra plenipotenciària, i més tard a Mèxic i a Suècia, encara com a ministra plenipotenciària. El 1943 va ser ascendida a ambaixadora soviètica a Estocolm, la primera dona del món a assolir el maxim rang de la carrera diplomàtica. A les darreries del mes d'abril de 1943, potser va ser en part responsable del fracàs de les negociacions per una possible pau separada entre els soviètics i els nazis, representats per l'ambaixador alemany a Estocolm, Hans Thomsen. També va formar part de la delegació soviètica a la Lliga de Nacions.
Es va retirar el 1945 i es va establir a Moscou, on va morir el 1952. Havia aconseguit sortir il·lesa de les purgues dels anys trenta i quaranta, però només al preu de mostrar-se, a partir de 1927, totalment entregada als principis de l'estalinisme.

## Obra
- 1905: Sobre la qüestió de la lluita de classes, publicat originàriament com a К вопросу о классовой борьбе.
- 1907-1916: Internacional Socialista de les Dones
- 1908: Introducció a “Les bases socials de la qüestió de la dona”
- 1909: Les bases socials de la qüestió de la dona
- 1912: La Internacional Proletària i la Guerra
- 1913: El Dia de la Dona
- 1914: La Guerra i les nostres tasques imminents
- 1914-1916: Una ment Gegant, una voluntat Gegant
- 1915: Qui necessita la Guerra?
- 1915: Per què el Proletariat alemany va romandre en silenci durant els Dies de Juliol?
- 1915: Prefaci per a la Societat i la Maternitat
- 1915: La Tercera Internacional
- 1916: La Dona i la Mare treballadora
- 1916: La Estàtua de la Llibertat
- 1916: Volen realment la divisió els internacionalistes?, aquest article fou publicat a la International Socialist Review, el gener de 1916
- 1917: El nostre memorial als Guardians de la Llibertat
- 1917: Les nostres tasques
- 1917: Lenin a Smolni
- 1917: Per què han de guanyar els bolxevics
- 1918: Els primers passos per la Protecció de la Maternitat
- 1918: V.I. Lenin i el Primer Congrés de la Dona Treballadora
- 1918: Decret sobre el benestar de l'infant
- 1918: Nova Dona (de La Nova Moralitat i la Classe Treballadora)
- 1919: La lluita de les Dones Treballadores pels seus drets
- 1919: Per a què lluitem?
- 1919: Història del moviment de la Dona Treballadora a Rússia
- 1920: Dia Internacional de la Dona Treballadora
- 1920: Comunisme i la Família
- 1920: Una carta interessant de Rússia
- 1921: El treball de la Dona dins l'Evolució de l'economia
- 1921: La Prostitució i com combatre-la
- 1921: Carta a Dora Montefiore
- 1921: L'Oposició Obrera
- 1921: La Dona Treballadora i Pagesa a la Unió Soviètica
- 1921: Tesis sobre la Moralitat Comunista en relació amb les relacions conjugals.
- 1921: Relacions Sexuals i Lluita de Classes
- 1922: Aviat (Aquí 48 anys)
- 1923: Camí a l’Eros alat (Lletra als joves treballadors) Publicat originalment com a Дорогу крылатому Эросу!, al n. 3 de Молодая гвардия, maig de 1923
- 1926: Autobiografia d'una Dona Comunista i Sexualment Emancipada
- 1927: Amor roig
- 1927: Dones guerreres durant la Gran Revolució d'Octubre
- 1927: Què ha provocat a la Revolució d'Octubre a favor de les dones d'Occident?
- 1929: Un Gran Amor
- 1946: La Dona Soviètica - Ciutadana plena i igualitària del País
- 1946: Lenin pensà per als grans i els petits

## Honors i memòria
- Orde de Lenin (1933)
- Gran Creu del Reial Orde Noruec de Sant Olaf
- Banda de l'Orde de l'Àguila Asteca (1944)
- Orde de la Bandera Roja del Treball (2) (1945)

El 2017 quatre cantautores catalanes crearen en record seu el grup Les Kol·lontai per participar en el festival BarnaSants, coincidint amb el centenari de la Revolució soviètica.